# Миграция на свободное программное обеспечение
Миграция на СПО — замена проприетарного программного обеспечения (с закрытым исходным кодом) на свободные аналоги с целью повышения безопасности и снижения зависимости от производителя-разработчика, оптимального выбора и настройки ПО для решения конкретных задач и т. п. Хотя термин свободное программное обеспечение не означает, что ПО обязано быть бесплатным, на практике часто бывает, что миграция на свободное ПО позволяет снизить совокупную стоимость владения, стоимость легализации ПО и т. д. Косвенное уменьшение стоимости временами достигается также улучшением безопасности и/или производительности. Иногда, помимо чисто утилитарных целей, при переходе на свободное ПО пользователи руководствуются определёнными морально-этическими принципами, возможностью изучать исходный код и др.
Противники перехода на СПО обычно приводят следующие аргументы: необходимо сопоставлять не только стоимость непосредственно ПО, но и учитывать стоимость самого процесса миграции на свободное ПО, стоимость возможного переобучения персонала и многие другие затраты и дополнительные риски, связанные с качеством разработки, техподдержки, правильной оценкой жизненного цикла СПО.
У миграции на свободное ПО есть два аспекта — технический и социальный.

## Миграция на свободное ПО как технический проект

LibreOffice — свободный и бесплатный аналог проприетарного и платного Microsoft Office

С одной стороны, миграция на свободное ПО — это реализация технического проекта по переходу с одного конкретного ПО на другое, свободное (например, переход с операционной системы Microsoft Windows на GNU/Linux, замена Microsoft Office на LibreOffice и т. п.).
Часто миграция ограничивается простой переустановкой программ, не требуя программирования. Особое значение имеет миграция на свободную операционную систему, поскольку это в значительной степени определяет приложения, которые в дальнейшем будут устанавливаться и использоваться.

## Миграция на свободное ПО как социальный процесс
С другой стороны, миграция на свободное ПО может рассматриваться как некий современный общественный тренд распространения свободного программного обеспечения среди различных групп пользователей. При этом уже важен сам факт выбора в пользу свободного ПО (или компьютерного устройства с предустановленным свободным ПО) и отказа от использования проприетарного ПО, а не технические детали установки конкретного программного обеспечения.
В разных странах проблему миграции на свободное ПО понимают по-разному:
- В развитых странах с низким уровнем компьютерного пиратства пользователи делают акцент на качестве ПО, нюансах лицензирования и возможности беспрепятственной реализации гражданских прав и свобод. Подчеркивается, например, тот факт, что если исходный код открыт, это не всегда означает, что пользователь имеет право вносить в него изменения и т. п. Существует терминология, отражающая достаточно тонкие различия[4].

- В странах бывшего СССР и ряде других пользователи часто ищут низкобюджетную альтернативу коммерческому проприетарному ПО. По этой причине свободное ПО даже иногда ошибочно отождествляют с бесплатным (freeware). В российских СМИ также говорят о «миграции на свободное программное обеспечение и внедрении открытых стандартов», «переходе на открытый софт» и т. п., подразумевая на самом деле практически одно и то же. Термин «миграция на свободное программное обеспечение» часто встречается, поскольку на сегодня наиболее полно и достаточно корректно описывает то, о чём обычно идет в таких случаях речь[5].

Можно найти примеры обратной миграции с СПО на проприетарный софт. http://www.cnews.ru/article/2011/01/11/spo_v_zarubezhnyh_shkolah_uspehi_i_neudachi_422914 (реальных обоснований для обратной миграции представлено не было, все подробности объявлены коммерческой тайной). Как бы там ни было, но даже видимость конкуренции между свободным и проприетарным ПО ведет к улучшению программных продуктов для конечных пользователей (хотя как таковой конкуренции нет, так как миграцией на СПО занимаются в основном активисты).

## Практические сложности с миграцией на СПО
- В отдельных, некоторых случаях, отсутствие узкоспециализированных программ на производствах (большая часть из них ориентированы на использование DOS, ОС Windows, реже — Mac OS).
- Иногда возникающие сложности совместимости с закрытыми форматами файлов и протоколов обмена несвободного ПО (жесткие лицензионные ограничения проприетарных форматов).
- Предустановка проприетарного ПО производителем (на всё новое оборудование).
- Консервативность конечных пользователей, инерция мышления пользователей (некоторые пользователи даже не знают про существование других ОС, кроме тех, с которыми работают в данный момент).
- Частое отсутствие достаточно квалифицированных и «сертифицированных» кадров для техподдержки, из-за этого возникает необходимость «дополнительных» затрат на оплату IT-специалиста.
- Необходимость в дополнительных услугах IT-консалтинга по СПО, проблема выбора конкретной версии СПО (существует около десятка оригинальных дистрибутивов Linux и более 400 их модификаций).[6][7]
- Медленное наращивание числа курсов по изучению СПО в школьных и вузовских программах.